# Comuna Tuciîn, Hoșcea
Tuciîn (în ucraineană Тучин) este o comună în raionul Hoșcea, regiunea Rivne, Ucraina, formată din satele Polivți și Tuciîn (reședința).

## Demografie
Componența lingvistică a comunei Tuciîn
     Ucraineană (98,04%)
     Rusă (1,81%)
     Alte limbi (0,07%)
Conform recensământului din 2001, majoritatea populației comunei Tuciîn era vorbitoare de ucraineană (98,04%), existând în minoritate și vorbitori de rusă (1,81%).